# Ninoxe de Hume
Ninox obscura
Espèce
Synonymes
- Ninox obscurus Hume, 1872
(protonyme)
- Ninox scutulata obscura Hume, 1872

Statut de conservation UICN

 LC  : Préoccupation mineure
La Ninoxe de Hume (Ninox obscura) est une espèce d'oiseaux de la famille des Strigidae, considérée à partir de 1969 comme une sous-espèce de la Ninoxe hirsute (N. scutulata) mais séparée à nouveau en 2005.

## Répartition
Cette espèce vit aux Andaman, et bien que la localité du type soit aux Nicobar, sa présence y est douteuse.